# Ali al-Marri
Ali Saleh Kahlah al-Marri (sinh 1966/1967?) là một công dân Qatar bị bắt khi đang du học tại Đại học Bradley tại Hoa Kỳ.

## Du học
Ali al-Marri theo người anh đến miền trung Illinois để theo học môn quản trị kinh doanh chưa dạy tại quê hương Qatar hồi giữa thập niên 1980, trở thành khán giả hâm mộ của đội bóng Bulls và phát triển năng khiếu chơi bi-da. Hơn 10 năm sau, al-Marri trở lại học thêm, mang theo vợ và năm con.

## Bị bắt
Nhưng, chuyến trở lại Illinois là hoàn toàn khác: Ali bị truy tố ra tòa liên bang về các hỗ trợ dành cho hệ thống khủng bố quốc tế al-Qaeda. Vụ bắt giữ al-Marri cuối tháng 12 năm 2001 gây sửng sốt tại cơ sở sản xuất ven sông Illinois của Caterpillar, dùng vùng Trung Tây Hoa Kỳ như thị trường thí nghiệm với các sản phẩm cơ giới nặng. Cựu Thị trưởng Jim Maloof (sinh 1920) nói Peoria là thể hiện của nước Mỹ, nơi duy trì các giá trị truyền thống, quan tâm về gia đình và giáo dục.
Gia đình al-Marri nói cũng vì các lý tưởng ấy, họ đến Illinois. Người anh cả (sinh 1962) tên Naji cho biết Ali al-Marri là một trong 12 người con của một gia đình nền nếp, chuộng học vấn. Naji mô tả Ali là người yêu đời, luôn cười. Theo lời anh, Ali lấy bằng BA về quản trị kinh doanh của trường Bradley, về nước làm việc cho một ngân hàng Qatar, lấy vợ do gia đình dàn xếp, sinh năm con.
Ali muốn trở lại trường Bradley để học thêm, nhập cảnh Hoa Kỳ ngày 10 tháng 9 năm 2001 với chiếu khán du học. Trong lúc đi học, Ali dự lễ ngày Thứ Sáu hàng tuần tại trung tâm Hồi Giáo Peoria, nơi các đồng đạo còn nhớ tác người nhỏ bé và mái tóc chấm vai của anh ta.
Ông Souhail Elhouar, dạy môn cơ khí tại trường Bradley, không biết nhiều về Ali, nhưng tỏ ý ngạc nhiên về vụ bắt giữ Ali, là chuyện gây hoang mang trong cộng đồng Hồi giáo địa phương, nhân số trên 4,000.

## Bị giam
Ali al-Marri bị di chuyển qua New York với các cáo giác về gian lận thẻ tín dụng và khai gian với thám tử Cục Điều tra Liên bang, không về tội khủng bố. Cùng thời gian ấy, em của đương sự là Jaralla al-Marri bị bắt ở Afghanistan, bị nghi có liên lạc với Taliban hay al-Qaeda. Jaralla bị giam hơn 6 năm ở Guantanamo, không bị truy tố và đã được trả tự do.
Qua tháng 6 năm 2003, Ali al-Marri không bị truy tố các tội gian lận, mà bị chính phủ Bush coi là "chiến binh địch", chuyển giao cho tòa quân sự đặc biệt. Từ hơn một năm qua, Ali al-Marri không thể tiếp xúc với luật sư hay vợ con. Hồ sơ tòa án ghi rằng Ali có gặp Bin Laden trong mùa hè 2001 và được phái trở lại Hoa Kỳ để yểm trợ các không tặc tấn công tại Hoa Kỳ ngày 11-9.
Trong lúc bị giam tại Nam Carolina, đương sự bị thẩm vấn theo cách mà luật sư mô tả là tra tấn. Theo lời luật sư, Ali mong được xét xử tại tòa dân sự và hồi hương. Naji nói Ali tiếc thời gian không được nuôi dạy con cái, đứa 8 tuổi lúc này đã trở thành một thiếu niên 16 tuổi, chẳng có gì có thể đền bù.

## Chiến binh địch
Phiên điều trần đầu tiên đã được định là ngày Thứ Hai 23 tháng 3 năm 2009. Nghi can al-Marri bị bắt với cáo giác theo đó anh ta là "đội viên al-Qaeda nằm vùng" có liên lạc với nhóm chủ mưu trận tấn công khủng bố 11-9.
Anh ta là thường trú nhân Hoa Kỳ trở thành "chiến binh địch" duy nhất bị bắt trên lãnh thổ Hoa Kỳ, bị giam hơn 5 năm không truy tố tại nhà tù của hải quân ở Nam Carolina. Quyết định truy tố ngày 26/2, 2009 không được biết chi tiết. Gia đình khẳng định rằng al-Marri là vô tội và cần có cơ hội để chứng minh. Trong tháng 3 năm 2009, các công tố viên liên bang truy tố đương sự về tội âm mưu và hậu thuẫn vật chất al-Qaeda. Người anh lớn là Naji al-Marri nói "Tôi muốn em tôi được xét xử công bằng, nếu vô tội thì được tự do, không thì thi hành luật pháp."